# Polyploïdie

Représentation de configurations chromosomiques haploïde, diploïde, triploïde et tétraploïde. Les configurations triploïde et tétraploïde sont des cas particuliers de polyploïdes.

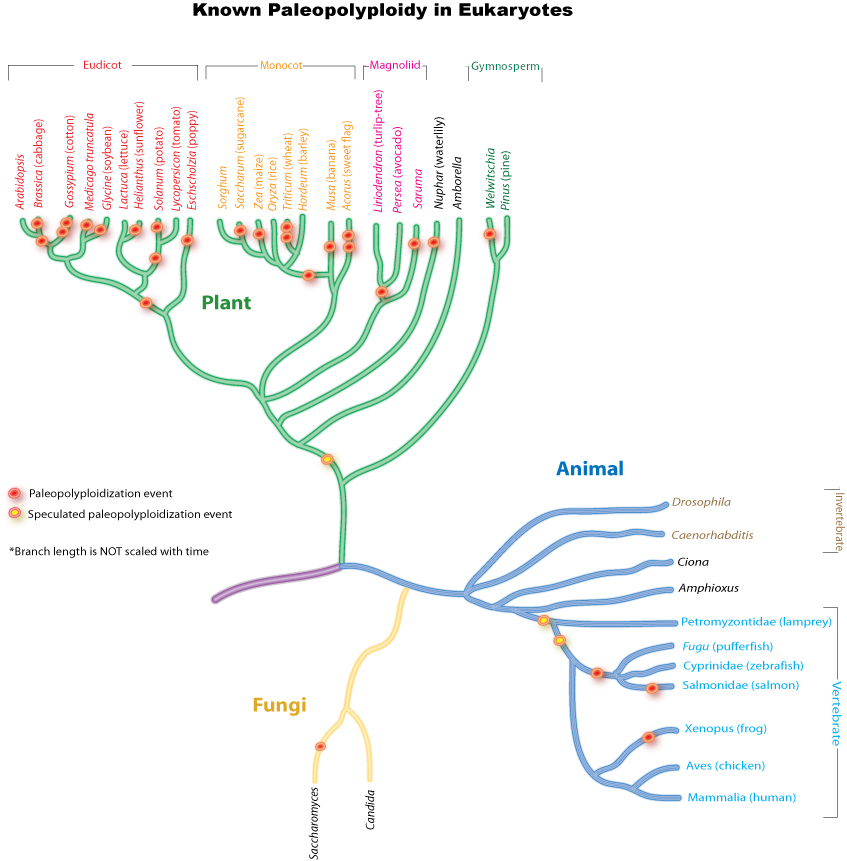
Paléopolyploïdie chez les eucaryotes, d'après Wolfe (2001), Adams & Wendel (2005), Cui (2006).

Spéciation via la polyploïdie : une cellule diploïde dysfonctionne lors de la méiose, produisant des gamètes diploïdes qui s'autofertilisent pour donner un zygote tétraploïde.

Une cellule biologique est polyploïde lorsqu'elle contient trois exemplaires (3n) de chaque chromosome (triploïde), quatre exemplaires (4n) de chaque chromosome (tétraploïde), ou davantage. Le concept complète ceux d'haploïde (un seul exemplaire, 1n) et de diploïde (deux exemplaires, 2n). 
L'autopolyploïdie résulte d'une multiplication d'un même génome, alors que l'allopolyploïdie représente un montage réunissant deux ou plusieurs génomes différents.

## Occurrence dans la nature

### Plantes
La triploïdie peut exister de façon normale chez les plantes. De même, la tétraploïdie se retrouve chez un certain nombre de végétaux, notamment parmi les fraises, tomates, roses et trèfles.
Les végétaux supportent beaucoup mieux la polyploïdie, et nombre des espèces cultivées par l'homme en sont polyploïdes. George Ledyard Stebbins qui attribue la forte proportion de polyploïdes dans un groupe de plantes à la fréquence de contacts secondaires entre populations diploïdes isolées, inventorie ces polyploïdes dans son ouvrage Variation and Evolution in Plants, 1950. 70 % des Angiospermes ont connu au moins un évènement de polyploïdisation. Certains mutants d'Arabidopsis thaliana faisant plus ou moins d’endoréduplication ont été décrits dans des articles scientifiques. Les valeurs les plus élevées découvertes sont de 8 192× dans le suspenseur de Phaseolus coccineus et de 24 576× dans l'haustorium de l'endosperme d’Arum maculatum.
La récurrence des évènements de polyploïdie (selon leur ancienneté, on distingue les paléopolyploïdes, les mésopolyploïdes et les néopolyploïdes) explique que la polyploïdisation est un facteur de diversification chez les animaux et les plantes.
La redondance des gènes créée par la duplication suivant la polyploïdisation est effacée par une élimination massive bien qu'incomplète des gènes dupliqués, appelée fractionnement des génomes. Ce fractionnement conduit à un retour à l'état diploïde par un processus dit de diploïdisation. La recherche actuelle s'efforce de déterminer si cette perte de gènes est aléatoire ou biaisée.

### Animaux
Le phénomène est assez rare dans le règne animal, mais on peut citer le cas des grenouilles africaines ou du rat-viscache, tétraploïde potentiel. Le Crapaud Batura, du nord du Pakistan, est une espèce triploïde, et qui se reproduit par la reproduction sexuée.
La tétraploïdie est nettement moins présente chez les animaux que chez les plantes, bien qu'on trouve cette caractéristique notamment dans les genres artemia (crustacé), solenibia (papillon) et saga (sauterelle).

### Humains

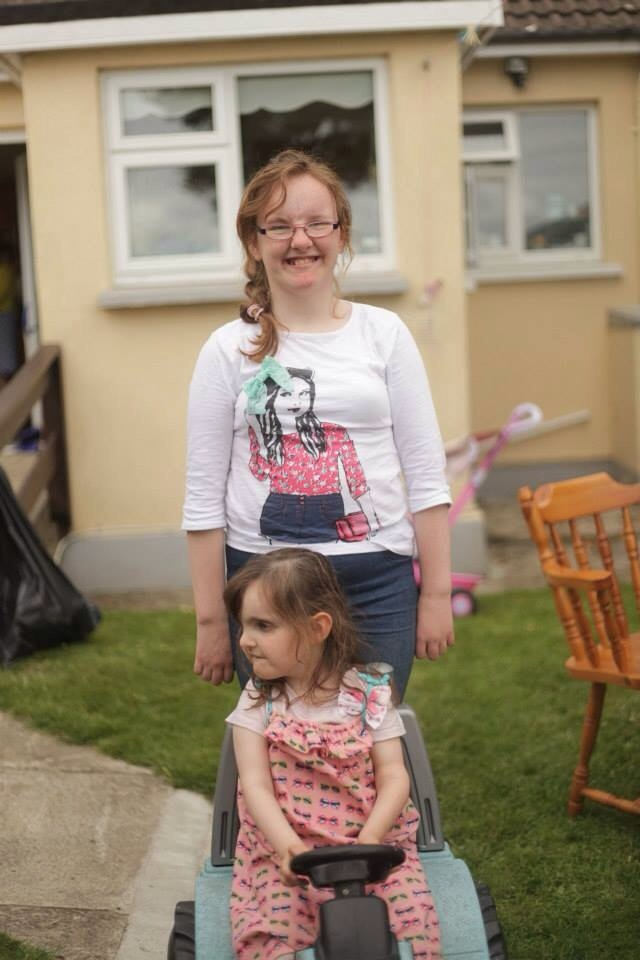
Enfants avec mosaïque (2N/3N)

Affectant 1 à 3 % des fécondations humaines, la polyploïdie est l'anomalie de la fécondation la plus fréquente. Elle provoque généralement une fausse couche spontanée : on la retrouve dans 26 % des fausses couches dues à des erreurs chromosomiques.
Quand la grossesse se prolonge au delà du premier trimestre, le syndrome triploïde (d)  et le syndrome tétraploïde (d)  conduisent généralement à une mort in utero. Exceptionnellement, l'enfant peut survivre quelques semaines après la naissance.
La triploïdie en mosaïque ou mosaïque (2N/3N) est moins sévère et peut être viable.

## Caractéristiques
Les effets de la polyploïdie sur le phénotype peuvent être : « effet de gigantisme » cellulaire et morphologique (« morphologie gigas » quasi systématique lors des polyploïdisations artificielles alors que chez les polyploïdes naturels, le gigantisme cellulaire peut être compensé par une baisse du nombre de cellules par organe), croissance plus faible (par la réduction du nombre de mitoses). Les effets génétiques et épigénétiques peuvent être : modification de la séquence génomique (mutations, recombinaisons...), masquage des allèles délétères, modification de l'expression des gènes. Généralement, les polyploïdes ont une barrière post-zygotique empêchant l'hybridation avec leurs parents ou les hybrides sont incapables de se développer normalement. Cet isolement sexuel immédiat est à l'origine d'une spéciation sympatrique instantanée responsable de la genèse de près de la moitié des espèces actuelles de plantes à fleurs et d'un petit nombre d'espèces animales.